# Otiophora
Otiophora là một chi bướm đêm thuộc họ Crambidae.

## Các loài
- Otiophora clavifera (Hampson, 1899)
- Otiophora leucotypa (Lower, 1903)
- Otiophora leucura (Lower, 1903)